# فرار مالیاتی
فرار مالیاتی یا گریز از مالیات (انگلیسی: Tax evasion) هر گونه تلاش قانونی یا غیرقانونی یک شرکت به منظور طفره رفتن و گریختن  از پرداخت مالیات یا کمتر پرداخت نمودن آن، به هر شیوه که انجام شود، فرار مالیاتی گفته می‌شود. اصطلاح فرار مالیاتی در رابطه با ترتیبات غیرقانونی اتخاذ شده جهت اختفا درآمد یا نادیده گرفتن بدهی مالیاتی به کار می‌رود و به این معنی است که مؤدی کمتر از میزانی که قانوناً موظف است پرداخت نماید.
عمده‌ترین زمینه پیدایش فرار مالیاتی در بسیاری از کشورها یکسان و مشترک بوده و معمولاً مالیات‌هایی که با هدف توزیع درآمد وضع می‌گردند دارای پایه‌های کمتر و نرخ‌های بالاتری هستند اینگونه مالیات‌ها قابلیت فرار فراوانی در خود نهفته دارند. افزایش نرخ‌های مالیاتی ضمن آنکه انگیزه‌های سرمایه‌گذاری را کاهش می‌دهد، زمینه لازم برای اجتناب از پرداخت مالیات و فرار مالیاتی را نیز فراهم می‌آورد.

## اجتناب از مالیات
استفاده مؤدی از راه‌های مختلف قانونی مانند محاسبه مالیات نرخ‌های گوناگون به منظور کاستن از میزان مالیات را اجتناب از مالیات می‌گویند. این اصطلاح به فعالیت‌هایی نیز نسبت داده می‌شود که شخص بخواهد از اشتغال به یک کار یا استفاده از امتیاز که مشمول مالیات است صرف‌نظر کند تا مالیات ندهد مانند جلوگیری از واردکردن یک شغل، برای فرار از عوارض. فرار مالیاتی و اجتناب از پرداخت مالیات هر دو به‌منظور گریز از ادای مالیات صورت می‌گیرد اما تفاوت اساسی این دو آن است که اجتناب از پرداخت مالیات رفتاری قانونی است، درحالی‌که فرار مالیاتی رفتاری غیرقانونی است،
درواقع عاملان اقتصادی با استفاده از روزنه‌های قانون مالیات و بازبینی در تصمیمات اقتصادی خود تلاش می‌کند تا بدهی مالیاتی خود را کاهش دهند. ازآنجاکه اجتناب از مالیات فعالیتی قانونی است لذا بیشتر از فرار مالیاتی در معرض دید است.
مصادیق متعددی برای اجتناب از مالیات قابل‌ذکر است. سرمایه‌گذاران خارجی معمولاً سرمایه‌های خود را از کشوری با نرخ مالیات بالاتر خارج و به کشور دارای نرخ پایین‌تر مالیات وارد می‌کنند. با این اقدام آن‌ها از پرداخت بالاتر از کشور اول اجتناب می‌کنند. اگر نرخ مالیات مربوط به یک کالای وارداتی در مقایسه با کالای مشابه داخلی بالاتر باشد؛ چنانچه مصرف‌کنندگان داخلی کالای خود را به دلیل ارزان‌تر بودن ترجیح دهند به‌نوعی رفتار اجتناب از مالیات را در پیش گرفته‌اند زیرا با این رفتار مالیات کمتری می‌پردازند.

## جرم فرار مالیاتی
قانون‌گذار ایران پس از اصلاحات مکرر قوانین مالیاتی، در ماده ۲۰۱ قانون مالیات‌های مستقیم ۱۳۸۰ و در ماده ۲۷۴ اصلاحیه قانون مزبور مصوب ۱۳۹۴ این پدیده اقتصادی را جرم‌انگاری و کیفر حبس برای آن پیش‌بینی نموده‌است.
قانونگذار سعی نموده‌است تعریفی از فرار مالیاتی در قانون مالیات‌های مستقیم ارائه نماید. بر این اساس در ماده ۲۰۱ همین قانون مقرر داشته: «هرگاه مؤدی به قصد فرار از مالیات از روی علم و عمد به ترازنامه و حساب سود و زیان یا به دفاتر و اسناد و مدارکی که برای تشخیص مالیات ملاک عمل می‌باشد و برخلاف حقیقت تهیه و تنظیم شده‌است استناد نماید یا برای سه سال متوالی از تسلیم اظهارنامه مالیاتی و ترازنامه و حساب سود و زیان خودداری کند…»
تعریف مذکور تعریف جامعی از جرم فرار مالیاتی نیست و برخی از افعال منجر به عدم پرداخت مالیات را پوشش نمی‌دهد. مثلاً هرگاه مؤدیان با جعل اسناد و مدارکی که ملاک تشخیص مالیات نیست، فعالیت‌های شغلی خود را از موارد معافیت مالیاتی قلمداد نماید؛ مشمول ماده ۲۰۱ نخواهد بود. در تعریف فرار مالیاتی مناسب آن است که بیان شود «ارتکاب هر فعل یا ترک فعلی مؤدی که به قصد فرار مالیاتی صورت گیرد و منجر به پرداخت ناقص یا نپرداختن مالیات شود.»
قانون‌گذار ایران پس از اصلاحات مکرر قوانین مالیاتی، در ماده ۲۰۱ قانون مالیات‌های مستقیم ۱۳۸۰ و در ماده ۲۷۴ اصلاحیه قانون مزبور مصوب ۱۳۹۴ این پدیده اقتصادی را جرم‌انگاری و کیفر حبس برای آن پیش‌بینی نموده‌است. لیکن از منظر عناصر متشکله جرم و مجازات، ابهامات بسیاری در ماده مزبور وجود دارد. فرار مالیاتی، جرمی عمدی است که رفتار فیزیکی آن می‌تواند از نوع فعل مثبت یا منفی باشد. از حیث اوضاع و احوال برای تحقق فرار مالیاتی، لزومی به مباشرت مرتکب در تنظیم مدارکِ خلاف واقع نیست بلکه صرف استناد به مدارک تنظیمی توسط ثالث در تحقق جرم کفایت می‌کند. از طرف دیگر در مصداق ترک فعل باید مدت زمان سه سال متوالی سپری شود. از جهت عنصر نتیجه نیز نسبت به مطلق یا مقید بودن این جرم احتمال متعددی مطرح می‌شود که به نظر می‌رسد مقید دانستن آن با اصول حقوقی و تفسیر به نفع متهم انطباق بیشتری دارد.

## فرار مالیاتی بانک‌ها
مطابق قانون اساسی ایران، اگر بانک‌ها بیشتر از نرخ مقرر بهره بانکی، سودی به سپرده گزاران پرداخت نمایند تا با این کار بتوانند مشتریان و سپرده گزاران بیشتری دریافت کنند، باید مالیات بدهند و در غیر این صورت مشمول فرار مالیاتی می‌شوند.